# Marqués de Comillas
Marqués de Comillas è uno dei 118 comuni dello stato del Chiapas, Messico.

## Storia
Nel periodo 1952-1958 ebbe inizio la colonizzazione della regione con l'arrivo di contadini provenienti dal nord del paese.

Nel 1996 venne elevato al rango di comune libero grazie alla messa in atto degli accordi di San Andrés Larráinzar in merito ai "Diritti e Cultura Indigena" che firmarono i rappresentanti dell'esercito Zapatista di Liberazione Nazionale e i governi federale e statale ubicando Marqués de Comillas nella regione economica VI: SELVA.

## Estensione
Si estende per un'area di 933 Km² che rappresenta l'1,2% del territorio del Chiapas con una popolazione di 8 538 abitanti secondo il censimento del 2005.

Confina a nordest con il comune di Ocosingo, a ovest con il Benemérito de las Américas (comune) e a sud con il Guatemala

## Idrografia

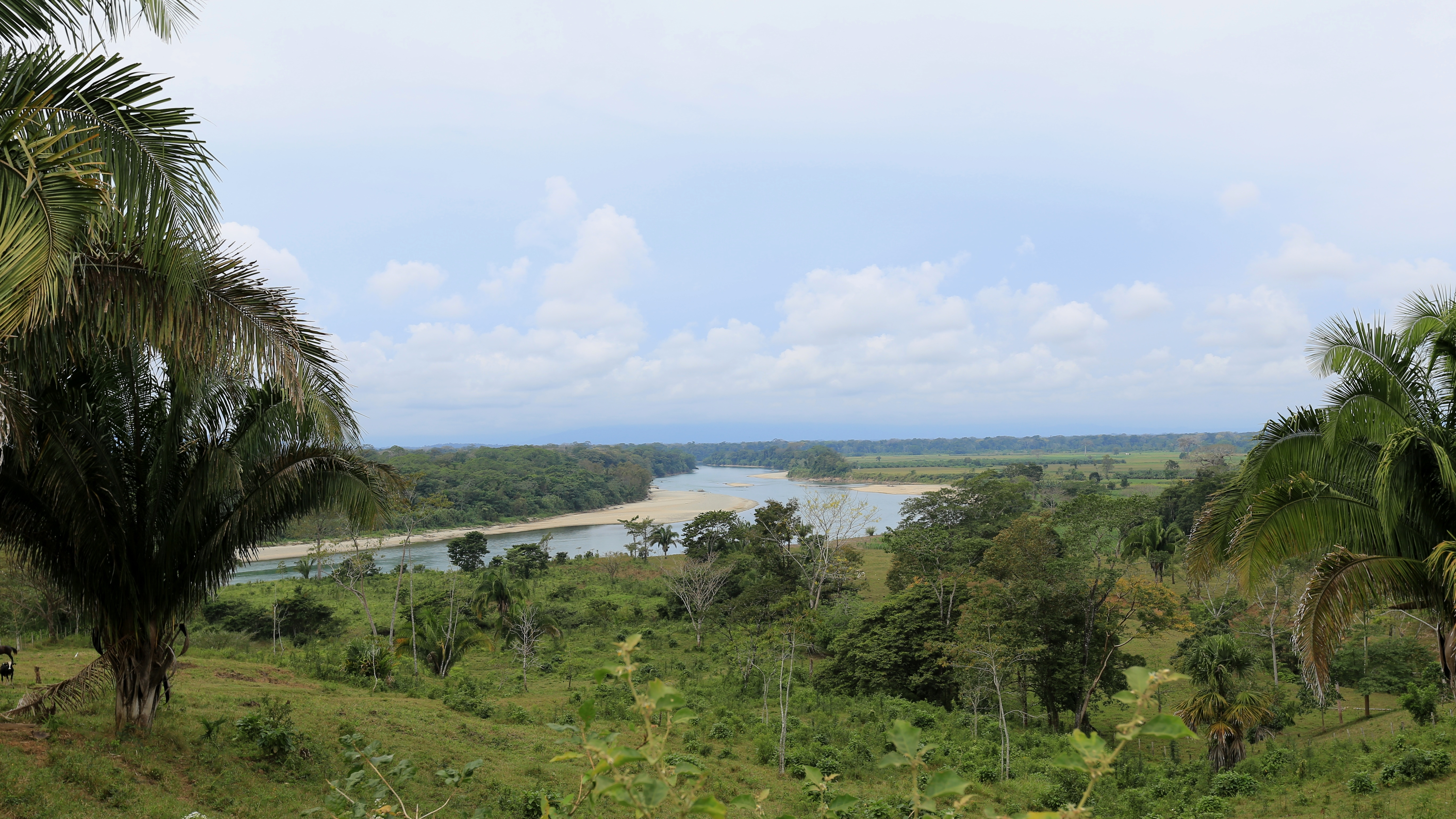
Il rìo Lacantún

I principali corsi d'acqua sono il  Lacantún, il Delicias, il Salado e il ruscello Bravo.
La maggior parte del territorio comunale si trova dentro la vallata del Lacantún e in minor misura in quella del Chajul.

## Geografia fisica

### Clima
Predomina il clima caldo e umido.

## Cronologia dei presidenti comunali
| Presidente Municipal       | Período de Gobierno |
| Sebastián Gómez Méndez     | 1999-2000           |
| Humberto Hernández Cánselo | 2000-2001           |
| Andrés Torres Herrera      | 2002-2004           |
| Agustín Sosa Canseco       | 2005-2007           |

## Località principali
A capo del comune c'è la città di Zamora Pico de Oro con 1 788 abitanti; tra le altre località (rurali) citiamo:
- Emiliano Zapata con 1 037 abitanti
- Quiringuicharo con 881 abitanti
- San Isidro con 570 abitanti